# Европско првенство у атлетици на отвореном 1958 — бацање кугле за жене
Такмичење у бацању кугле у женској конкуренцији на Европском првенству у атлетици 1958. одржано је 23. августа на Олимпијском стадиону у Стокхолму.
Титулу освојену у Берну 1954., није бранила Галина Зибина из Совјетског Савеза.

## Земље учеснице
Учествовало је 12 такмичарки из 10 земаља.
1. Аустрија (1)
2. Белгија (1)
3. данска (1)
4. Западна Немачка (2)
5. Источна Немачка (1)
6. Југославија (1)
7. Румунија (1)
8. Совјетски Савез (2)
9. Уједињено Краљевство (1)
10. Швајцарска (1)

## Рекорди
| Рекорди пре почетка Европског првенства 1958. | Рекорди пре почетка Европског првенства 1958. | Рекорди пре почетка Европског првенства 1958. | Рекорди пре почетка Европског првенства 1958. | Рекорди пре почетка Европског првенства 1958. |
| --------------------------------------------- | --------------------------------------------- | --------------------------------------------- | --------------------------------------------- | --------------------------------------------- |
| Светски рекорд                                | Галина Зибина Совјетски Савез                 | 16,67                                         | Тбилиси, Совјетски Савез                      | 15. новембар 1955.                            |
| Европски рекорд                               | Галина Зибина Совјетски Савез                 | 16,67                                         | Тбилиси, Совјетски Савез                      | 15. новембар 1955.                            |
| Рекорди европских првенстава                  | Галина Зибина Совјетски Савез                 | 15,65                                         | Берн, Швајцарска                              | 26. август 1954.                              |
| Рекорди после Европског првенства 1958.       |                                               |                                               |                                               |                                               |
| Рекорди европских првенстава                  | Маријане Вернер, Западна Немачка              | 15,74                                         | Стокхолм, Шведска                             | 23. август 1958.                              |

## Освајачице  медаља
|                                 |                                 |                             |
| Маријане Вернер Западна Немачка | Тамара Тишкевич Совјетски Савез | Тамара Прес Совјетски Савез |

## Резултати

### Финале
Такмичење је почело у 17.35. 
| Пласман | Такмичарка         | Држава               | Време | Белешке |
| ------- | ------------------ | -------------------- | ----- | ------- |
|         | Маријане Вернер    | Западна Немачка      | 15,74 | РЕП, ЛР |
|         | Тамара Тишкевич    | Совјетски Савез      | 15,54 | ЛРС     |
|         | Тамара Прес        | Совјетски Савез      | 15,53 | ЛРС     |
| 4.      | Јохана Литге       | Источна Немачка      | 15,19 | ЛРС     |
| 5.      | Сузан Алдеј        | Уједињено Краљевство | 14,66 | ЛР      |
| 6.      | Ана Конан          | Румунија             | 14,55 | ЛРС     |
| 7.      | Лоре Клуте         | Западна Немачка      | 14,48 | ЛР      |
| 8.      | Милена Усеник      | Југославија          | 14,20 | ЛР      |
| 9.      | Карин-Инге Халкиер | Аустрија             | 12,91 | ЛР      |
| 10.     | Симоне Сајенен     | Белгија              | 12,05 | ЛР      |
| 11.     | Ани Пел            | Аустрија             | 11,74 | ЛРС     |
| 12.     | Fry Frischknecht   | Швајцарска           | 11,50 |         |

## Укупни биланс медаља у бацању кугле за жене после 6. Европског првенства 1938—1958.[3]
|    | Земља           | Злато | Сребро | Бронза | Укупно |
| -- | --------------- | ----- | ------ | ------ | ------ |
| 1. | Совјетски Савез | 3     | 3      | 2      | 8      |
| 2. | Немачка         | 1     | 1      | 0      | 2      |
| 3. | Западна Немачка | 1     | 0      | 0      | 1      |
| 4. | Француска       | 0     | 1      | 1      | 2      |
| 5. | Италија         | 0     | 0      | 1      | 1      |
| 5. | Пољска          | 0     | 0      | 1      | 1      |
|    | Укупно {6}      | 5     | 5      | 5      | 15     |

|    | Атлетичарка       | Земља           | Злато | Сребро | Бронза | Укупно |
| -- | ----------------- | --------------- | ----- | ------ | ------ | ------ |
| 1. | Мишлен Остермејер | Француска       | 0     | 1      | 1      | 2      |
| 1. | Тамара Тишкевич   | Совјетски Савез | 0     | 1      | 1      | 2      |